# تغلق‌شاهیان
تغلق شاهیان، یا تغلقیه سلسله‌ای مسلمان از سلاطین دهلی و ترک‌نژاد بودند که میان سال‌های ۱۳۲۰ تا ۱۴۱۳ میلادی نزدیک به یک قرن بر بخش بزرگی از شبه‌قاره هند حکم راندند. تغلق به معنای سردار از واژه ترکی قتلغ برگرفته شده‌است که در هندی به این شکل درآمده‌است. بنیان‌گذار این سلسله فردی از قبایل ترک نواحی آسیای مرکزی به نام غیاث‌الدین تغلق بود.

## پیشینه سلطه مسلمانان بر دهلی

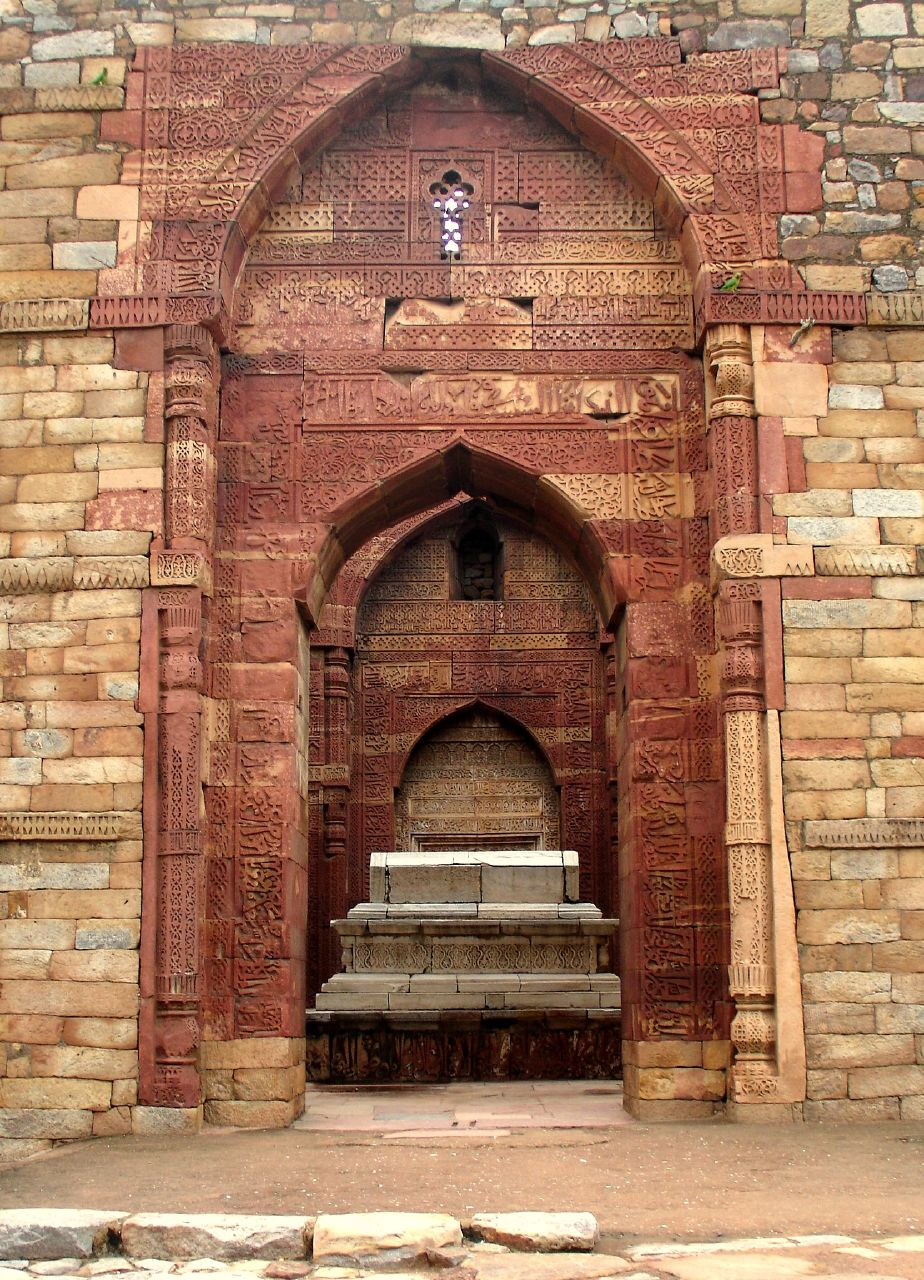
مقبره ایلتتمش در دهلی

از ۵۸۸ هجری که معزالدین محمد، سلطان غوری دهلی را فتح کرد، سلطه مسلمانان بر این شهر و هندوستان آغاز شد. وی هر کدام از شهرهای فتح شده را به یکی از امرایش سپرد و دهلی به التتمش رسید. غلامان ترک سلاطین غوری که حکومت مسلمانان در شبه‌قاره هند را بنا نهادند فاتحانی وحشی نبودند، برخلاف ریشه‌شان که به آسیای مرکزی می‌رسید اینان اشاعه‌دهنده فرهنگ ایرانی در شبه‌قاره بودند. ایلتتمش خود به مردی فرهیخته اهل بخارا تعلق داشت که پیش از آنکه وی را به بازرگانانی که نخست وی را به بغداد و سپس غزنین بردند سپارد، به او آموزش داده بود. پس از التتمش پنج تن از خویشان‌اش بر تخت نشستند، که آخری در ۶۶۴ هجری درگذشت، در دهلی بیشتر قتل و غصب جانشینان را تعیین می‌کرد، تا اینکه غیاث‌الدین بلبن غلام سابق التتمش، حکومت را به چنگ آورد و توانست بیست سال با زرق و برقی چون ساسانیان به حکومت بپردازد. پس از وی نوه و نتیجه‌اش به سرعت سرنگون شده و سلاطین خلجی جای ایشان را گرفتند. دربارهٔ چگونگی به قدرت رسیدن غیاث‌الدین تغلق و آغاز سلسله تغلق‌شاهیان و افول امرای خلجی، دو روایت وجود دارد: بنا به گفته هندوشاه، غیاث‌الدین تغلق در خدمت خسروشاه خلجی بوده‌است و پس از کشتن قاتلان خسروشاه بر تخت سلطنت دهلی تکیه زده‌است، اما بنا به نوشته ابن بطوطه، وی که به خاطر جنگ‌هایش با تاتارها غازی ملک لقب گرفته بوده‌است، به خدمت امیر قطب‌الدین مبارکشاه خلجی در می‌آید و به فرمان او حاکم دبال‌پور می‌شود، زمانی که خسروشاه، مبارکشاه را می‌کشد و جانشین وی می‌شود، غازی ملک را به امیری سپاهش برمی‌گزیند، ولی غیاث‌الدین با خسروشاه به مخالفت برمی‌خیزد و با کمک عده‌ای دیگر خسروشاه و قاتلین ملشکاه را شکست می‌دهد و می‌کشد و در ۷۲۰ هجری به عنوان سلطان دهلی بر تخت می‌نشیند.

## فرمانروایان

### غیاث‌الدین تغلق‌شاه
غازی ملک که اکنون خود را غیاث الدین نامیده بود، به اصلاح امور پرداخت، خزانه‌اش را رونق بخشید، به رویارویی با مخالفانش پرداخت، بیدر، ورنکل (که به سلطان‌پور تغییر نام یافت)، تلگانه و ورانگال را فتح کرد و با سلطان ناصرالدین فرزند غیاث‌الدین بلبن قرارداد صلح بست. همچنین به خاطر ناامن شدن دهلی توسط افغانها پایتخت را از آنجا به تغلق‌آباد، شهری که خود بنا کرده بود، منتقل کرد. وی را پادشاهی عادل، مدبر، شجاع، متدین و پشتیبان علما دانسته‌اند، که به سختگیری دینی پرداخت و شراب را ممنوع کرد. غیاث‌الدین تغلق در ۷۲۵ هجری بر اثر فروریختن کوشکی که فرزنداش ساخته بود درگذشت، برخی همانند ابن‌بطوطه مرگ وی را توطئه فرزنداش الغ‌خان و وزیرش خواجه ایاز دانسته‌اند.

### محمد بن تغلق‌شاه

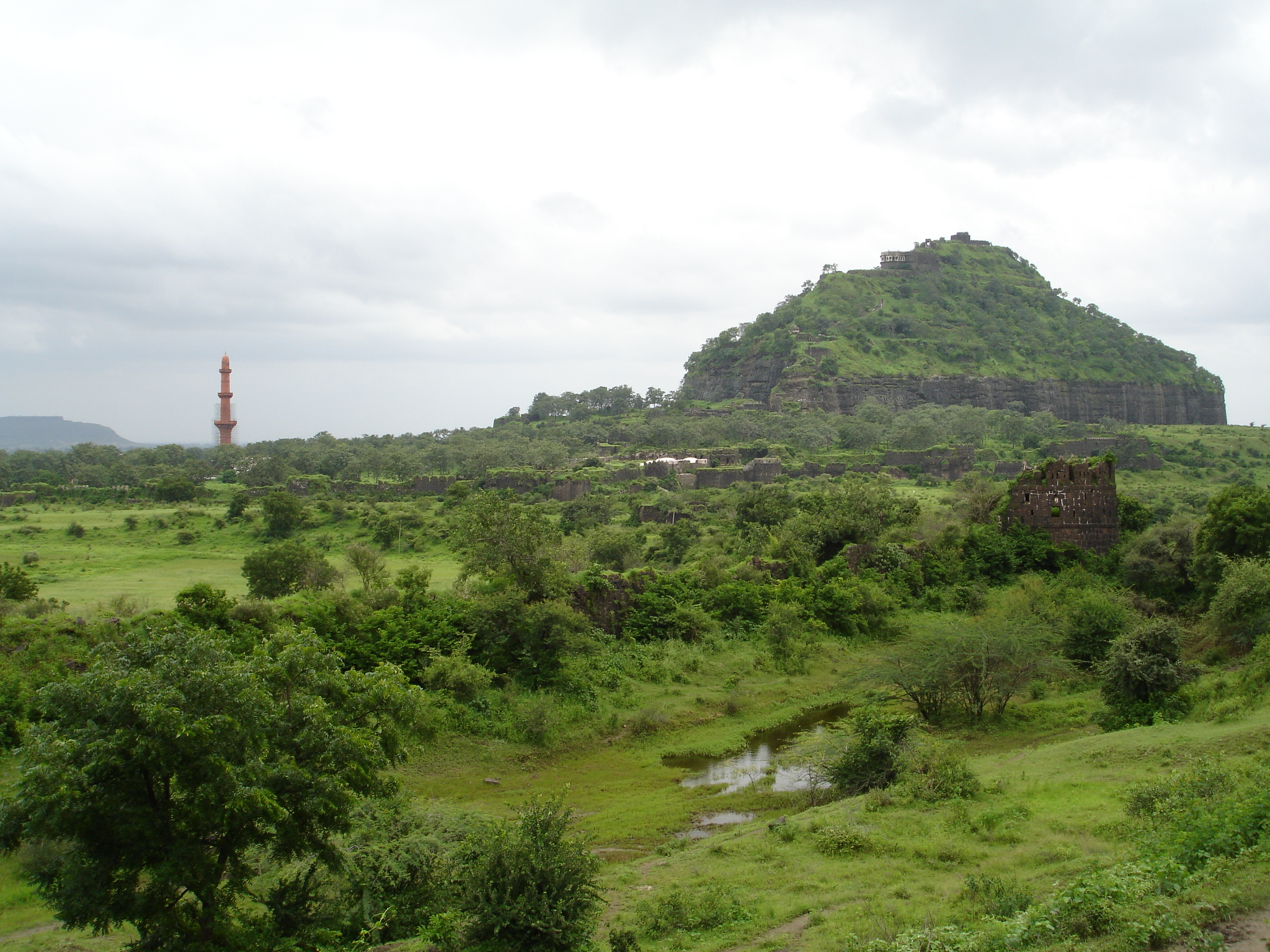
قلعه دولت‌آباد پایتخت سلطان محمد

پس از غیاث‌الدین فرزندش الغ‌خان در ۷۲۵ با عنوان سلطان محمد بر تخت نشست، در دوره او تغلق‌شاهیان به اوج قدرت خود رسیدند، اما کارهای وی ضربه‌های جبران‌ناپذیری به بافت اجتماعی و اقتصادی قلمرواش زد. از جمله دستور تخریب دهلی را داد و مردم آن را به زور به شهر دولت‌آباد که در دیوگری ساخته بود فرستاد، کارهای درباری را به افراد عامی سپرد که سبب شورش خان‌های گجرات شد که البته به سختی سرکوبشان کرد و دست به غارت مردم زد و مردم از ترس وی به جنگل‌ها گریختند، به کرنال حمله برد راجهٔ هندویش را کشت و هندوها را گردن زد، برای جلوگیری از حمله مغولان به هند به ایشان بخشش کلانی کرد که این بخشش به همراه خشکسالی و کشتارهای سلطان محمد، هند را نابسامان کرد، برای رفع این نابسامانی بر زمین‌ها مالیات سنگین بست و لشکری به ایران و لشکری به چین فرستاد که هر دو پراکنده شدند همچنین سکه‌های مسی ضرب کرد و مردم را وادار به استفاده از آن کرد که تجار تحریم اش کردند و کوشش وی با شکست روبرو شد، اینها به تجارت هند ضربه زد و فقر بیش از بیش شد. همچنین سلطه تغلق‌شاهیان بر دکن و بنگال از دست رفت و حسن گانگو با عنوان بهمن‌شاه بهمن‌شاهیان دکن و شمس‌الدین الیاس‌شاه، الیاس‌شاهیان بنگال را بنیان نهادند.
وی با خلیفه عباسی در مصر ارتباط برقرار کرد و خلیفه برایش منشور حکومت و خلعت فرستاد، همچنین نیز دستور داد که نام پادشاهان دهلی را که از خلیفه منشور ندارند در خطبه نیاورند. سلطان محمد در ۷۵۲ در نزدیکی تهته درگذشت. وی به نجوم، فلسفه، طب و تاریخ آشنایی داشت، به فارسی شعر می‌سرود و خوشنویسی ماهر بود. سلطنت سلطان محمد هم‌زمان است با مهاجرت میر سید علی همدانی به هند و ترویج تصوف در آن سامان.

### فیروزشاه

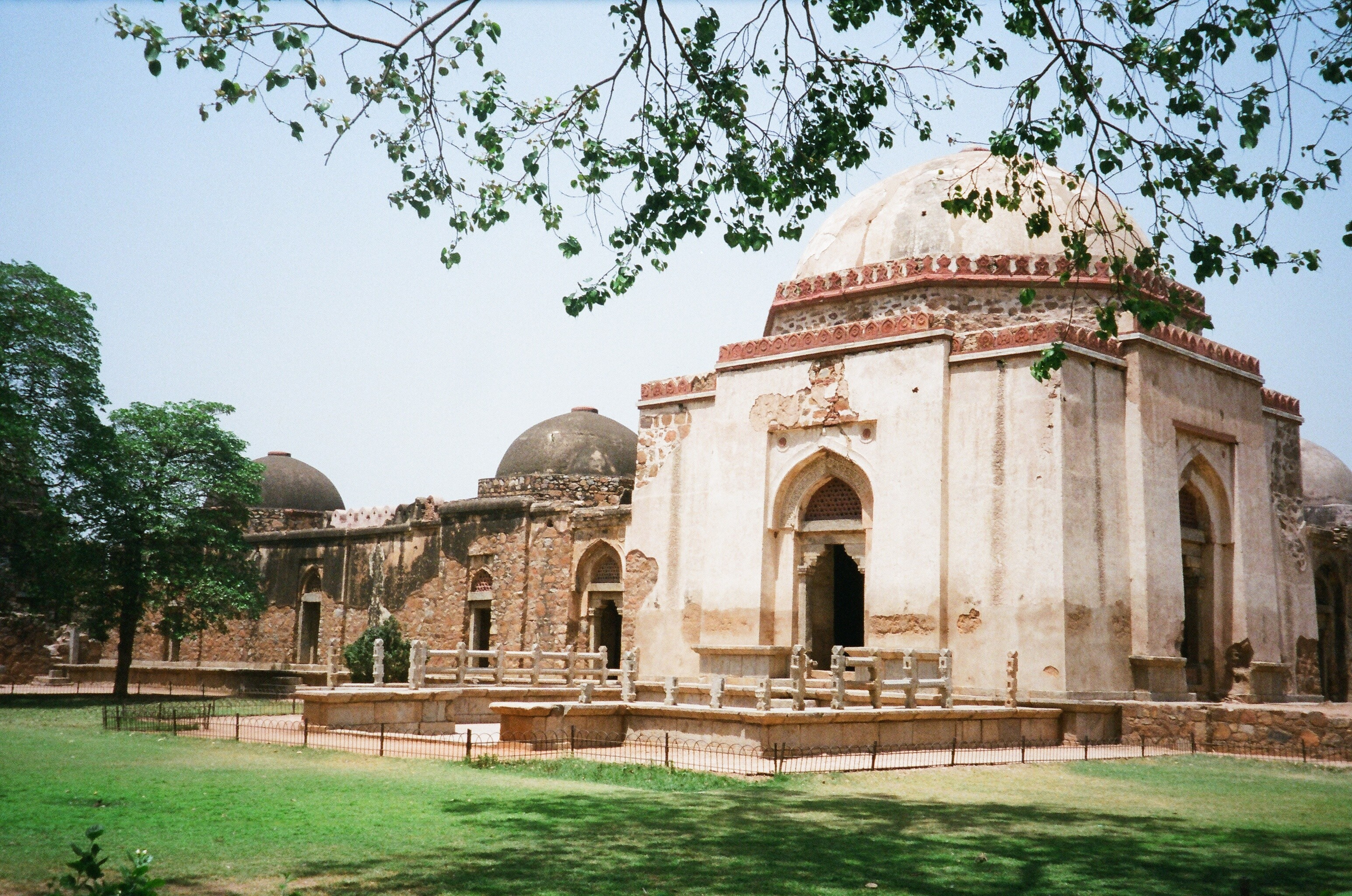
مقبره سلطان فیروزشاه تغلق در کنار مدرسه در مجموعه حوض خاص دهلی

با درگذشت سلطان محمد، سپاه اردوی شاه را غارت کرد و یکی از فرماندهان وی به نام گرگین خان به مغولان پیوست و ایشان را به حمله و غارت ترغیب کرد. فیروزشاه پسرعموی سلطان محمد با مغولان جنگید و ایشان را شکست داد. در همین حین خواجه جهان (ملک احمد ایاز) در دهلی پسری مجهول النسب را با نام غیاث‌الدین محمودشاه برتخت نشاند، اما زمانی که فیروزشاه به دهلی رسید سرداران و غلامان وی را به پادشاهی برگزیدند.
فیروزشاه برخلاف سلف‌اش عدالت جویی و نرم‌خویی در پیش گرفت که آرامش سیاسی و اجتماعی را سبب شد. وی مجازات مردم را ممنوع کرد، دستور داد که مالیات را با توجه به توان مردم از ایشان بستانند، حکومت ولایات را به افراد لایق سپرد، به بازماندگان و معلولان دوره سلطان محمد غرامت داد، پول رایج را اعتبار بخشید و توان مالی نظامیان را بهبود بخشید و حقوق بازنشستگی برایشان تعیین کرد. در عین حال فیروزشاه به ترویج اسلام متعصب بود از این رو معابد هندوی بسیاری را ویران نمود و برجایشان مسجد ساخت، در ۷۸۲ گروهی از هندوهای کهر را کشت و پیشنهاد برهمنان برای پرداخت جزیه را نپذیرفت، همچنین مبلغان دینی را به نقاط گوناگون همچون بنگال فرستاد و از این رو بسیاری از هندوها در دوره وی مسلمان شدند. در ۷۵۶ خلیفه مصر به او خلعت و لقب سیدالسلاطین بخشید و دستور داد پادشاهانی را که نام‌شان از خطبه افتاده بود را دوباره یاد کنند.

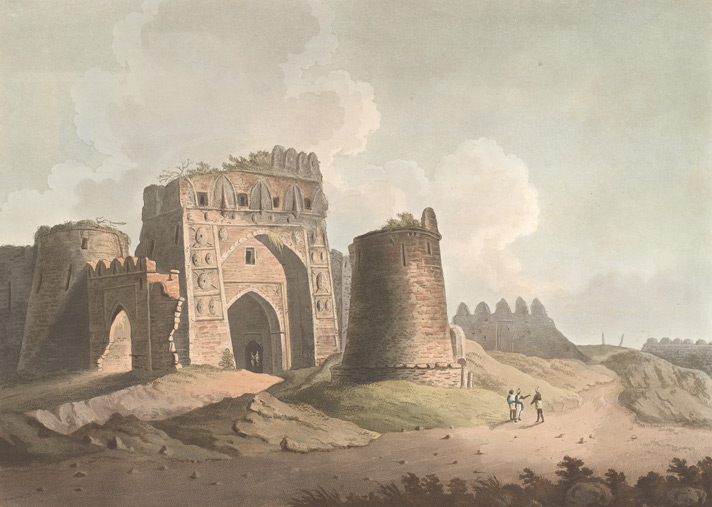
دروازه غربی فیروزآباد (امروزه فیروزشاه کلته) کشیده شده به سال ۱۸۰۲

فیروزشاه دو لشکرکشی به بنگال انجام داد که با مبادله هدایا با الیاس‌شاهیان صلح کرد، همچنین در ۷۶۱ به اریسا لشکر کشید و نگرکوت را که به یاد سلطان محمد محمدآباد نامیده شد فتح کرد با اینحال استقلال سلاطین دکن و بنگال را تأیید کرد و در تصرف دوباره این سرزمین‌ها توفیقی نیافت. فیروزشاه به علم و ادب علاقه‌مند بود، در دوره وی کتاب‌هایی از سانسکریت به فارسی ترجمه شد، همچنین تاریخ فیروزشاهی را ضیاءالدین برنی به نام او نگاشته‌است. وی همچنین به عمران و آبادانی قلمرواش پرداخت، آبراهه‌ها را مرمت کرد. ساخته‌های زمان او عبارت است از ۱۵۰ پل، صد حمام، سی مدرسه، چهل مسجد و صد کاروانسرا.
فیروزشاه در ۷۸۲ به خاطر کهولت از سلطنت کناره گرفت و فرزندش شاهزاده محمدشاه اداره کارها را بر عهده گرفت، اما در ۷۸۹ امیران صده و غلامان بر وی شوریدند و میان ایشان جنگ درگرفت که به فرار شاهزاده و اغتشاش در دهلی انجامید. سرانجام در ۷۹۰ فیروزشاه که سال‌های پایانی زندگی‌اش با ضعف حکومت همراه بود، در سن نود سالگی درگذشت.

### فرمانروایان متاخر
با مرگ فیروزشاه نوه او تغلق پسر فتح‌خان با عنوان غیاث‌الدین تغلق‌شاه ثانی بر تخت نشست که در زمان حیات فیروزشاه بسیاری از طرفداران او را کشته بود. جوانی و تصمیمات نادرست وی اوضاع را آشفته کرد تا به آنجا که ابوبکر فرزند ظفرخان و پسر عموی وی، به یاری رکن‌الدین نایب وزیر و امرای دیگر بر او شورید و تغلق‌شاه ثانی تنها پس از پنج ماه سلطنت به هنگام گریز از دهلی به دست مخالفان کشته شد. آنگاه ابوبکر را با عنوان ابوبکرشاه بر تخت نشاندند. وی بسیاری از مخالفانش را کشت، اما رقیبی سرسخت چون ناصرالدین محمد فرزند فیروزشاه داشت. ناصرالدین محمد با ۵۰ هزار سپاهی به سمت دهلی حرکت کرد و قصر جهان‌نما را گرفت، وی دو بار در میان‌دوآب و کندلی از لشکر ابوبکرشاه شکست خورد با اینحال حاکمیت‌اش با عنوان ناصرالدین محمدشاه ثالث در نواحی شمالی دهلی و شهرهای مهمی چون لاهور و ملتان به رسمیت شناخته شد. سرانجام در ۷۹۲ در پی حمایت امرا از ناصرالدین محمدشاه، ابوبکرشاه از دهلی گریخت و ناصرالدین محمدشاه به دهلی وارد شد. ابوبکرشاه را پس از دستگیری به میروت فرستادند که در ۷۹۳ در زندان درگذشت. ناصرالدین محمدشاه نیز یک سال و نیم پس از آن در ۷۹۵ درگذشت. دوره کوتاه پادشاهی وی صرف سرکوب شورش‌های گوشه و کنار قلمرواش از جمله در گجرات و اتاوه شد. قلعه محمدآباد در جالیسر از بناهای دوران وی است. پس از او فرزند میانی‌اش همایون با عنوان سکندرشاه بر تخت نشست، اما تنها پس از یک ماه بر اثر بیماری درگذشت.

### ناصرالدین محمودشاه ثانی

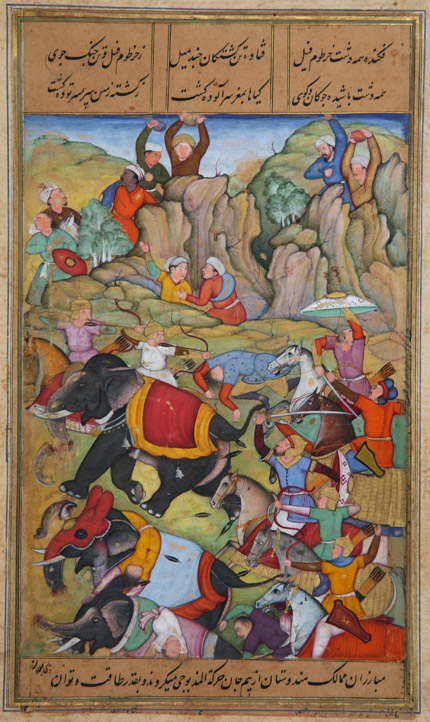
در هم کوبیدن سپاه ناصرالدین محمودشاه توسط تیمور گورکان

با مرگ سکندرشاه، میان امرا اختلاف افتاد، پس از پانزده روز بالاخره خواجه جهان موفق شد که پسر کوچک ناصرالدین محمدشاه را با عنوان ناصرالدین محمودشاه ثانی بر تخت نشاند. در دوره وی هرج و مرج همچنان ادامه داشت و جنگ‌هایی که سراسر شبه‌قاره را دربر گرفته بود به کشتار مسلمانان و هندوها انجامید. خواجه جهان با عنوان سلطان الشرق مأمور آرام کردن این شورش‌ها شد و زمین‌داران شورشی از قنوج تا بهار را مطیع ساخت. در این میان یکی از امرای تغلق‌شاهیان به نام سعادت خان که با امیری دیگر به نام مقرب‌خان درگیر بود در ۷۹۷ به فیروزآباد رفت و یکی از پسران فیروزشاه به نام نصرخان را با عنوان ناصرالدین نصرت‌شاه بر تخت نشاند. جنگ میان پادشاه دهلی و فیروزآباد سه سال به طول انجامید تا اینکه یکی دیگر از امرا به نام اقبال خان ناصرالدین نصرت‌شاه را به فیروزآباد فرستاد و مقرب‌خان را کشت و به نام محمودشاه رشته امور را در دست گرفت.
یورش تیمور
تیمور قصد یورش به چین را داشت، اما حمله به هند را مقدم شمرد، از این رو در ذیحجه ۸۰۰ به بهانه جهاد به کابل رفت، نخست افغان‌ها را سرکوب کرد و سپس از تنگه خیبر گذشت، در ۸۰۱ با ساخت پل از سند گذشت، پس از آن سند و پنجاب را گرفت و سرانجام قلعه بطنیر را گشود، ناصرالدین محمودشاه با شنیدن خبر یورش تیمور دستور داد که هندوهای پانزده سال به بالا را بکشند و این‌گونه بسیاری از هندوها کشته شدند. در هفتم ربیع‌الثانی ۸۰۱ در پانی‌پت لشکریان تیمور هندی‌ها را شکست دادند، پس از این پیروزی ایشان وارد دهلی شدند و آن شهر را غارت کردند، محمودشاه نیز از دهلی گریخت و به گجرات رفت.
دو ماه پس از رفتن تیمور از دهلی، ناصرالدین نصرت‌شاه به دهلی آمد و بر تخت نشست، اما وی که به خاطر قدرت یافتن اقبال‌خان از دهلی گریخت و به موات رفت و در همان‌جا درگذشت، تا ۸۰۴ که دوباره محمودشاه به دهلی بازگشت قدرت در دست اقبال‌خان بود، با اینکه اقبال‌خان پادشاهی وی را پذیرفته بود محمودشاه از او بیمناک بود و به همین سبب به فرزند خواجه جهان به نام سلطان ابراهیم شرقی که از سلاطین جونپور پیوست که البته توفیقی به دست نیاورد و تنها موفق شد قنوج را تصرف کند و همان‌جا ماند. پس از قتل اقبال‌خان در ۸۰۶ محمودشاه دوباره به دهلی رفت و بر تخت سلطنت نشست. اینبار اما قلمرواش بسیار محدود بود و پس از درگیری‌های جزئی با ملوک و امرای دیگر در ۸۱۵ در دهلی درگذشت. با مرگ وی کار تغلق‌شاهیان به پایان رسید و نواحی تحت فرمانشان میان امرای ولایات تقسیم شد.

## ساختار حکومتی
تغلق‌شاهیان خود را پیروی خلفای عباسی مصر می‌دانستند و مشروعیت‌شان را از ایشان می‌گرفتند. این‌گونه در میان رعایا نفوذ کرده و موقعیت دینی شان را تثبیت کرده بودند. در خطبه‌هایشان نام خلفا آورده می‌شد و بر سکه‌ها لقب ایشان را می‌زدند. در ساختار حکومتی تغلق‌شاهیان، سلطان بالاترین جایگاه را داشت، جایگاهی که با تکیه به سپاه به دست می‌آمد. وی تمامی والیان و افراد دولت را تعیین می‌کرد و بر تمامی سرزمین‌های زیر سلطه‌اش تسلط داشت.

### ساختار قضایی
بالاترین مقام قضایی قاضی‌القضات بود که توسط سلطان تعیین می‌شد. وی که از میان علما انتخاب می‌شد به امور قضایی رسیدگی می‌کرد و قاضیان دیگر شهرها و ولایات تعیین می‌کرد. در زمان محمد بن تغلق‌شاه قاضی‌القضات در قصر سلطان زندگی می‌کرد، سالانه دوازده هزار دینار دریافت می‌کرد، همچنین سلطان خلعت و اسبی تندرو به وی اهدا نمود. سلاطین نیز گاهی در امور قضا دخالت می‌کردند و در محاکم حضور می‌یافتند و نظر می‌دادند. قاضیان در قضاوت‌های دشوار از علما مشورت می‌گرفتند.
غیر از این، دیوان مظالم نیز برپا بود که سلطان هفته‌ای دو بار در آن حاضر می‌شد. در این دیوان که علاوه بر سلطان حاجب نیز حضور داشت، ورود همه مردم برای تظلم خواهی آزاد بود و حکم‌هایی که سلطان در این‌باره می‌داد در همان‌جا اجرا می‌شد.

### ساختار اجرایی

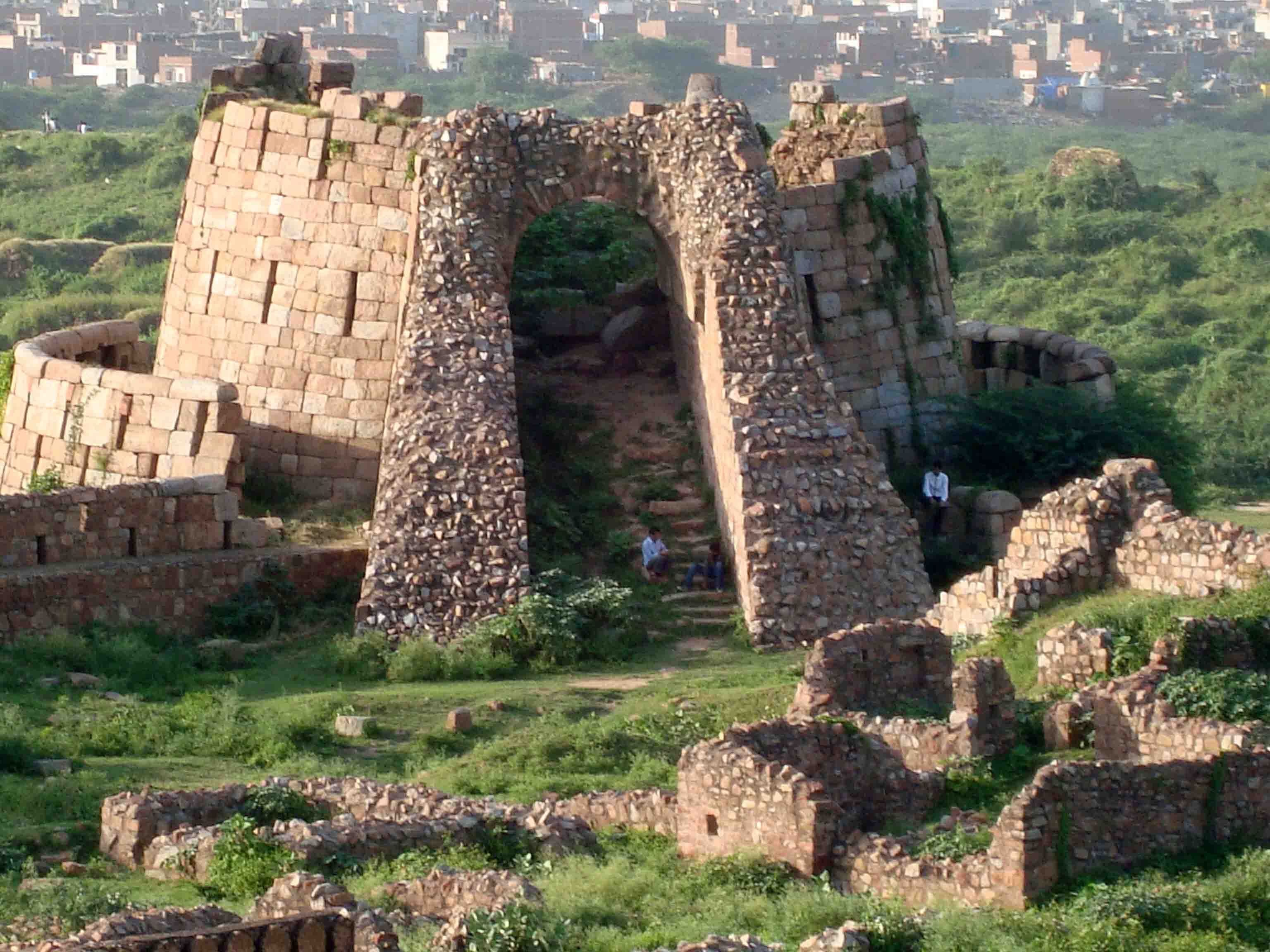
ویرانه دارالسلطنه تغلق‌آباد

هند تحت سلطه تغلق‌شاهیان به چندین ولایت تقسیم می‌شد و هر ولایت را یک والی که توسط سلطان تعیین می‌شد اداره می‌شد. ایشان را در مناطق تحت نفوذشان امیر می‌نامیدند. مقام هر والی هرساله با فرستادن خلعت توسط سلطان تجدید می‌شد. مناطق تحت نفوذ والیان از شمال به حانسی، پتیاله، لاهور، پنجاب، اسلام‌آباد، سرینگر، سیملا، از شرق و جنوب شرقی به دوآب، علیگره، کنوج، بهار، جایا، لکهنو، جوالپور، کلنجر، اللّه آباد، از غرب و جنوب غربی به فتحپور، جایپور، راجپوتانا، بهاولپور، حیدرآباد، میوار، مالوه، ستبور، مهارشترا و از جنوب به کَرا و مهبرا و بهوپال محدود می‌شد.
محل اقامت سلطان که دارالسلطنه نامیده می‌شد در دهلی قرار داشت. نخستین دروازه دارالسلطنه را درِ مشورت‌خانه می‌نامیدند که در کنارش غرفه‌هایی برای مأموران اجرای احکام سلطان وجود داشت. مجلس مشورتی به جهت تبادل نظر در امور سلطنت تشکیل می‌شد. در این مجلس چون سلطان می‌نشست دیگران می‌ایستادند، در برابر سلطان وزیر می‌ایستاد، پشت سر او کاتبان، در دو طرف مجلس سپاهیان مسلح به شمشیر، قاضی‌القضات و خطیب‌الخطبا و بزرگان و مشایخ نیز در اطراف می‌ایستادند. حاجب بزرگ شکایت‌نامه‌ها را تقدیم سلطان می‌کرد و سلطان دستورهای لازم را می‌داد. درخواست‌های علما اما در مجلس خاص بیان می‌شد و سلطان در آنجا با علما می‌نشست. در نبود سلطان مسئولیت اداره کشور و حفظ امنیت پایتخت با حاجب بزرگ یا نایب‌السلطنه بود که دومین مقام اداری کشور پس از سلطان محسوب می‌شد و در همه کارها به سلطان یاری می‌رساند. وزارت نیز از منصب‌های مهم تغلق‌شاهیان بود، برخی از وزیران سرپرست امور نظامی بودند و برخی به امور داخلی کشور چون دخل و خرج ولایات نظارت رسیدگی می‌کردند.

### ساختار سپاه
سپاه تکیه‌گاه قدرت سلطان بود. مسئولیت سرکشی سپاه بر عهده حاجب بزرگ بود و به امور سرکردگان آن رسیدگی می‌کرد. مسئولیت تدارکات سپاه نیز با صاحب دیوان عریض بود و همواره در جلو سپاه می‌ایستاد. بالاترین جایگاه در سپاه از آن خان‌ها بود و پس از ایشان به ترتیب ملوک، امرا، سپهسالاران و سپاهیان قرار می‌گرفتند. درآمد هر گروه به ترتیب، صدهزار تنکه، پنجاه هزار تنکه، سی تا چهل هزار تنکه، پانزده تا بیست هزار تنکه و هزار تا ده هزار تنکه بود.

## پی‌نوشت
1. ↑  «Arabic and Persian Epigraphical Studies - Archaeological Survey of India». Asi.nic.in. بایگانی‌شده از اصلی در ۲۹ سپتامبر ۲۰۱۱. دریافت‌شده در ۲۰۱۰-۱۱-۱۴.
2. 1 2 3 4 5 6 7 8 9 10  سیدحسین‌زاده.
3. 1 2 3 4 5 6 7 8 9 10 11 12  دادور.
4. ↑  Gavin R. G. Hambly, Catherine B. Asher، دانشنامه ایرانیکا.
5. 1 2  هریسچیان.
6. 1 2 3 4 5  عرفه محمود.